# Мультипликатор Кейнса
Мультипликатор Кейнса, или мультипликатор инвестиций, множитель Кейнса, — коэффициент, равный обратной величине предельной склонности к сбережению (ПСС) или обратной величине разницы единицы и предельной склонности к потреблению (ПСП):
{\displaystyle M={\frac {1}{\text{ПСС}}}={\frac {1}{1-{\text{ПСП}}}}}
Данный коэффициент показывает, насколько предельная склонность к сбережению ограничивает рост ВВП. Когда изменение компонента совокупных расходов ведёт к ещё большему изменению равновесного ВВП, это действие называется эффектом мультипликатора.
Первоначальные инвестиции порождают прирост национального дохода, поскольку лишь частично пойдут на сбережение, часть будет потрачена (потреблена), вследствие чего произойдёт новый прирост национального дохода, но вновь меньший из-за откладываемых сбережений и так далее.

## Механизм действия
Согласно основному психологическому закону, люди при росте уровня своих доходов склонны увеличивать своё потребление, но не в меру роста доходов, а в меньшей степени. Другими словами, процент дохода, направляемый на сбережения, растёт по мере роста доходов. Если 90 % жителей (группа А) имеют доход, равный доходу остальных 10 % (Группа Б), то можно предположить что предельная склонность к сбережению (ПСС) гр. Б будет определять ПСС общества в целом.
Кейнс называл три мотива для сбережения
1. Трансакционный (для домохозяйств — деньги, которые будут потрачены от зарплаты до зарплаты, для фирм — кассовый остаток).
2. Предосторожность (основание для хранения наличных денег заключается в том, чтобы обеспечить запас для всякого рода случайностей, требующих внезапных расходов, или на случай появления неожиданных перспектив выгодных покупок, а также в стремлении сохранить имущество, ценность которого фиксирована в деньгах, для покрытия в последующем денежных обязательств).
3. Спекулятивный (деньги как средство накопления богатства).

Влияние первых двух мотивов во многих странах сведено к минимуму за счёт безналичной выплаты зарплаты и дешёвых потребительских кредитов. Что касается третьего мотива, то облигации с малой степенью риска имеют, как правило, доходность ниже инфляции в странах эмитентах, что (как и низкая предельная эффективность капитала) вызвано недопотреблением в этих странах. Низкая предельная эффективность капитала в свою очередь ограничивает возможность инвестиций. Для публики с «биржевой психологией» остаётся чисто спекулятивная игра на бирже. Прочие хранят деньги в наличных деньгах, или в других ценностях имеющих высокую премию за ликвидность (земля, антиквариат и т. п.).

## Замечания
1. «Первоначальное изменение расходов» обычно относится к инвестиционным расходам, потому что инвестиции наиболее изменчивы. Но изменения в потреблении, государственных закупках, чистом экспорте тоже подвержены эффекту мультипликатора.
2. «Первоначальное изменение в расходах» означает смещение вверх или вниз графика совокупных расходов в результате смещения вверх или вниз одного из компонентов этих расходов.
3. Во втором пункте подразумевается, что мультипликатор действует в обоих направлениях: небольшое увеличение первоначальных расходов может привести к многократному приросту ВВП, а небольшое уменьшение — к многократному сокращению ВВП.

## Пример
Предположим, при ПСС=0.2 в стране сделана инвестиция, создающая 100 рабочих мест. Люди, получившие работу, получают доход и направляют часть его на потребление. Доходы, направленные на потребление, увеличат потребительский спрос и для удовлетворения его пойдут на создание 80 рабочих мест. Люди, получившие эти рабочие места, в свою очередь, направят часть дохода на потребление, что приведёт к созданию ещё 64 рабочих мест. И т. д. до тех пор, пока первоначальная инвестиция не будет полностью поглощена сбережением. Следовательно, разовая инвестиция формирует суммарный ВВП за множество периодов как сумму убывающей геометрической прогрессии {\displaystyle S\to b_{1}{\frac {1}{1-q}}}, где {\displaystyle b_{1}} равно первому члену последовательности (начальной инвестиции), {\displaystyle q} — предельной склонности к потреблению, {\displaystyle 1-q} — предельной склонности к сбережению. Коэффициент {\displaystyle {\frac {1}{1-q}}} и есть мультипликатор Кейнса, который показывает возможный суммарный эффект на ВВП от инвестиций при заданной предельной склонности к сбережению.
На реальный рост ВВП оказывает влияние многие факторы. К примеру, Кейнс считал, что если на внешнюю торговлю приходится 20 % потребления и безработные получают за счёт займов или аналогичных финансовых операций до 50 % того, что они нормально потребляют, когда имеют работу, мультипликатор занятости, обеспечиваемой новыми инвестициями того или иного вида, может уменьшиться более чем в два раза.
В случае с Россией принцип свободного движения капитала позволяет кругу лиц с большими и сверхбольшими доходами потреблять и хранить преимущественно за пределами России (рекордные 153 миллиарда долларов, по данным ЦБ, были вывезены из России в 2014). Поскольку доля доходов этих лиц в совокупном доходе россиян непропорционально велика (консалтинговая компания New World Wealth подсчитала, что в РФ 58 % благосостояния находится в распоряжении долларовых миллионеров, 24 % — у миллиардеров), воздействие мультипликатора Кейнса на российскую экономику ничтожно мало.
В любом случае останется проблема непотреблённой продукции на сумму примерно равную сбережению.

## История создания
Мультипликатор инвестиций был создан Джоном Кейнсом на основе концепции макроэкономического мультипликатора (или мультипликатора Кана), сформулированной Ричардом Каном в 1931 году. Был впервые описан Кейнсом в его «Общей теории занятости, процента и денег», опубликованной в 1936 году.